# Trận Stones River
Trận Stones River hay Trận Murfreesboro thứ hai (dân miền Nam gọi đơn giản là Trận Murfreesboro) diễn ra từ 31 tháng 12 năm 1862 đến 2 tháng 1 năm 1863 tại miền Trung Tennessee, là đỉnh điểm của Chiến dịch Stones River tại Mặt trận miền Tây trong Nội chiến Hoa Kỳ. Trong các trận đánh lớn của cuộc chiến, Stones River có tỷ lệ quân số thương vong cao nhất cho cả hai bên. Mặc dù bản thân trận chiến là bất phân thắng bại, nhưng việc quân miền Bắc đẩy lui hai đợt tấn công của đối phương và cuộc rút lui sau đó của quân miền Nam đã trở thành điều kiện rất cần thiết để giúp vực dậy tinh thần người miền Bắc sau thất bại trong trận Fredericksburg ở miền Đông, đồng thời làm tiêu tan hy vọng kiểm soát miền Trung Tennessee của phe miền Nam.
Ngày 26 tháng 12 năm 1862, Binh đoàn Cumberland của miền Bắc dưới quyền Thiếu tướng William S. Rosecrans từ Nashville, Tennessee đã tiến quân đến nhằm thách thức binh đoàn Tennessee của tướng Braxton Bragg tại Murfreesboro. Ngày 31 tháng 12, cả hai viên tư lệnh đều lên kế hoạch tấn công vào sườn phải đối phương, nhưng Bragg đã ra tay trước. Quân đoàn của William J. Hardee và sau đó là của Leonidas Polk đã mở các đợt công kích mạnh mẽ vào cánh quân do thiếu tướng Alexander M. McCook chỉ huy. Một tuyến phòng ngự vững chắc do sư đoàn của chuẩn tướng Philip Sheridan trấn giữ tại bên phải khu trung tâm mặt trận đã giúp cứu vãn được sự sụp đổ hoàn toàn và quân miền Bắc liền thiết lập một chốt phòng ngự chặt chẽ di động lùi dần về đường Nashville Turnpike. Các cuộc tấn công tiếp sau đó của miền Nam tại phòng tuyến tập trung này đều đã bị đánh lui, đáng chú ý nhất là tại chỗ lồi ở rừng tuyết tùng "Round Forest" đối mặt với lữ đoàn của đại tá William B. Hazen. Bragg đã cố gắng tung quân đoàn của thiếu tướng John C. Breckinridge tiếp tục tấn công, nhưng đội quân này đến chiến trường chậm và nhiều đợt tấn công lần lượt của họ đều bị thất bại.
Chiến sự lại tiếp diễn ngày 2 tháng 1 năm 1863, khi Bragg lệnh cho Breckinridge công kích vị trí vững chắc của miền Bắc trên một quả đồi ở phía đông sông Stones. Đối mặt với lực lượng pháo binh áp đảo của đối phương, quân miền Nam bị đánh lui với tổn thất nặng nề. Ngày 3 tháng 1, nhận thấy rằng Rosecrans đang có thêm tiếp viện, Bragg liền quyết định rút binh đoàn của mình lui về Tullahoma, Tennessee.